# 中国活動家尖閣諸島上陸事件
中国活動家尖閣諸島上陸事件（ちゅうごくかつどうかせんかくしょとうじょうりくじけん）は、2004年に発生した中華人民共和国の活動家が尖閣諸島に上陸したという事件。

## 概要
2004年3月24日に中国人活動家の7人が魚釣島に不法上陸した。事件当日には尖閣諸島の警備に当たっていた日本の巡視船は魚釣島に向けて急接近する中国人活動家が乗船した中国漁船を発見して規制行動を取ったものの、活動家らは小回りの効く手漕ぎボート2隻を使用して7人の活動家が魚釣島に不法に上陸した。
上陸してからの活動家は島内で中国国旗を振るなどをしていた。これに対して沖縄県警察は約20人の警察官をヘリコプターで派遣して、全員を出入国管理及び難民認定法違反の現行犯で逮捕した。海上保安庁によると沖縄返還以来に尖閣諸島に上陸した外国人が逮捕された例は無く中国側は抗議をする。
翌3月25日の中国の記者会見では孔泉は、中国の尖閣諸島の領有権を主張して、日本政府の行為は国際法に違反していると批判して、拘束された7人の活動家の身柄を即時無条件で釈放することを求めた。これに対して原田親仁は受け入れられないと応じる。同日の北京の日本大使館前には中国人の活動家ら約50人が集まり、魚釣島は中国固有の領土などと書かれた横断幕を掲げて抗議をした。活動家らは中国国歌を歌い、日本政府への抗議の声を上げながら日本国旗を10枚近く取り出して引き裂いた後に燃やした。
3月26日に逮捕されて身柄を拘束されていた7人の活動家は、入国管理局で取調を行った後に中国に強制送還された。竹内行夫は武大偉に厳重に抗議した。